# Hebei
Hebei (chinês: 河北, pinyin: Héběi, anteriormente romanizada Hopei) é uma província da República Popular da China. Capital: Shijiazhuang. Sua população aproximada é de cerca de 74,1 milhões de habitantes, possuindo ainda uma área de 187 700 km².

## Demografia
A população é em sua maioria chineses han. 55 minorias étnicas estão presentes em Hebei, o que representa 4,27% da população total. As minorias mais significativas são Manchu (2,1 milhões de pessoas), as pessoas Hui (600.000 pessoas) e os Mongóis (180.000 pessoas).
Em 2004, a taxa de natalidade era de 11,98 nascimentos por 1.000 pessoas, enquanto a taxa de mortalidade foi de 6,19 mortes por cada 1.000 pessoas. Em 2000, a proporção entre os sexos no nascimento era 118.46 homens e 100 mulheres.

### Religiões
As religiões predominantes em Hebei são religiões populares chinesas, tradições taoístas e o budismo chinês. De acordo com pesquisas realizadas em 2007 e 2009, 5,52% da população acredita e está envolvida em cultos dos antepassados, enquanto que 3,05% da população se identifica como cristã, na maior parte, membros da Igreja Católica. Culto local de divindades da região começaram a organizar-se em "igrejas benevolentes" como uma reação ao catolicismo na dinastia Qing.
Os relatórios não dão números para outros tipos de religião; 90,61% da população pode ser ou irreligiosa ou envolvida em adoração de divindades da natureza, como o Budismo, Confucionismo, Taoísmo e seitas religiosas populares. O Zailiismo é uma seita religiosa popular que se originou na Hebei. Há uma presença de escolas do budismo tibetano na província.
Hebei tem a maior população católica na China, com 1 milhão de membros de acordo com o governo local e 1,5 milhão de católicos de acordo com a Igreja Católica. A província é considerada como o centro do catolicismo na China. A cidade de Donglu, onde uma aparição da Virgem Maria foi relatada para ter ocorrido em 1900, é declaradamente "um dos redutos da Igreja Católica não oficial na China".
Um grande número de católicos em Hebei permanecem fiéis ao Papa e rejeitam a autoridade da Igreja Católica Patriótica. Quatro dos bispos clandestinos de Hebei foram presos nos últimos anos: o bispo Francisco An Shuxin de Donglu desde 1996; Bishop James Su Zhimin desde Outubro de 1997; e os Bispos Han Dingxiang de Yongnian que morreu na prisão em 2007 e Julius Jia Zhiguo de Zhengding desde o final de 1999. Em 2003, havia 350.000 protestantes e 580.000 muçulmanos, de acordo com estatísticas do governo. De acordo com uma pesquisa, a partir de 2010, os muçulmanos constituem 0,82% da população de Hebei.

## História
A história da região se inicia na mitologia chinesa, onde o Deus Fu Xi morou na região e o mítico Imperador Amarelo lutou contra seu rival, Chiyou, na Batalha de Zhuoluo em cerca de 2.600 a.C.
Os primeiros estados a ocuparem a região foram Shanrong e Guzhu, no Período das Primaveras e Outonos, até serem conquistados pelo Reino Qi no século VIII a.C. Posteriormente a região foi dividida entre outros estados como Zhao, Zhongsan, Yan e Wei, sendo finalmente unificados pela Dinastia Qin em cerca de 220 a.C.

## Infraestrutura

### Educação
O Ministério da Educação Nacional mantém uma universidade na província, que é a Universidade de Energia Elétrica do Norte da China. Sob a administração de outras agências nacionais estão o Instituto Central de Polícia Correcional, a Academia das Forças Armadas da Polícia do Povo Chinês e o Instituto de Ciência e Tecnologia do Norte da China. 
Sob a administração do governo provincial estão as seguintes universidades: Faculdade Handan, Universidade da Agricultura de Hebei, Universidade da Engenharia de Hebei, Instituto de Arquitetura e Engenharia Civil de Hebei, Universidade Médica de Hebei, Universidade de Ciência e Tecnologia de Hebei, Universidade do Norte de Hebei, Instituto de Educação Física de Hebei, Universidade de Ciência e Tecnologia do Norte da China, Universidade de Hebei, Universidade de Economia e Negócios de Hebei, Universidade de Tecnologia de Hebei, Universidade de Ciência e Tecnologia de Hebei, Universidade Hengshui, Faculdade do Professor Langfang, Colégio Médico do Norte da China, Colégio Shijiazhuang, Instituto Shijiazhuang, Universidade Shijiazhuang de Economia, Faculdade Tangshan, Colégio do Professor Tangshan, Universidade Xingtai e Universidade Yanshan.